# ديفيس أ. دونيلي
ديفيس أ. دونيلي هو محامي وسياسي أمريكي، ولد في 9 مارس 1927، وتوفي في 15 سبتمبر 2020. نشط حزبياً في الحزب الديمقراطي. وقد انتخب عضو مجلس ولاية ويسكونسن ‏.